# Aleksander z Kotyajon
Aleksander z Kotyajon (I/II wiek n.e.) – grecki filolog pochodzący z Frygii. 
Zajmował się twórczością Homera, Sofoklesa i Eurypidesa. Był wychowawcą cesarza Marka Aureliusza, a także nauczycielem mówcy Eliusza Arystydesa.